# 추연

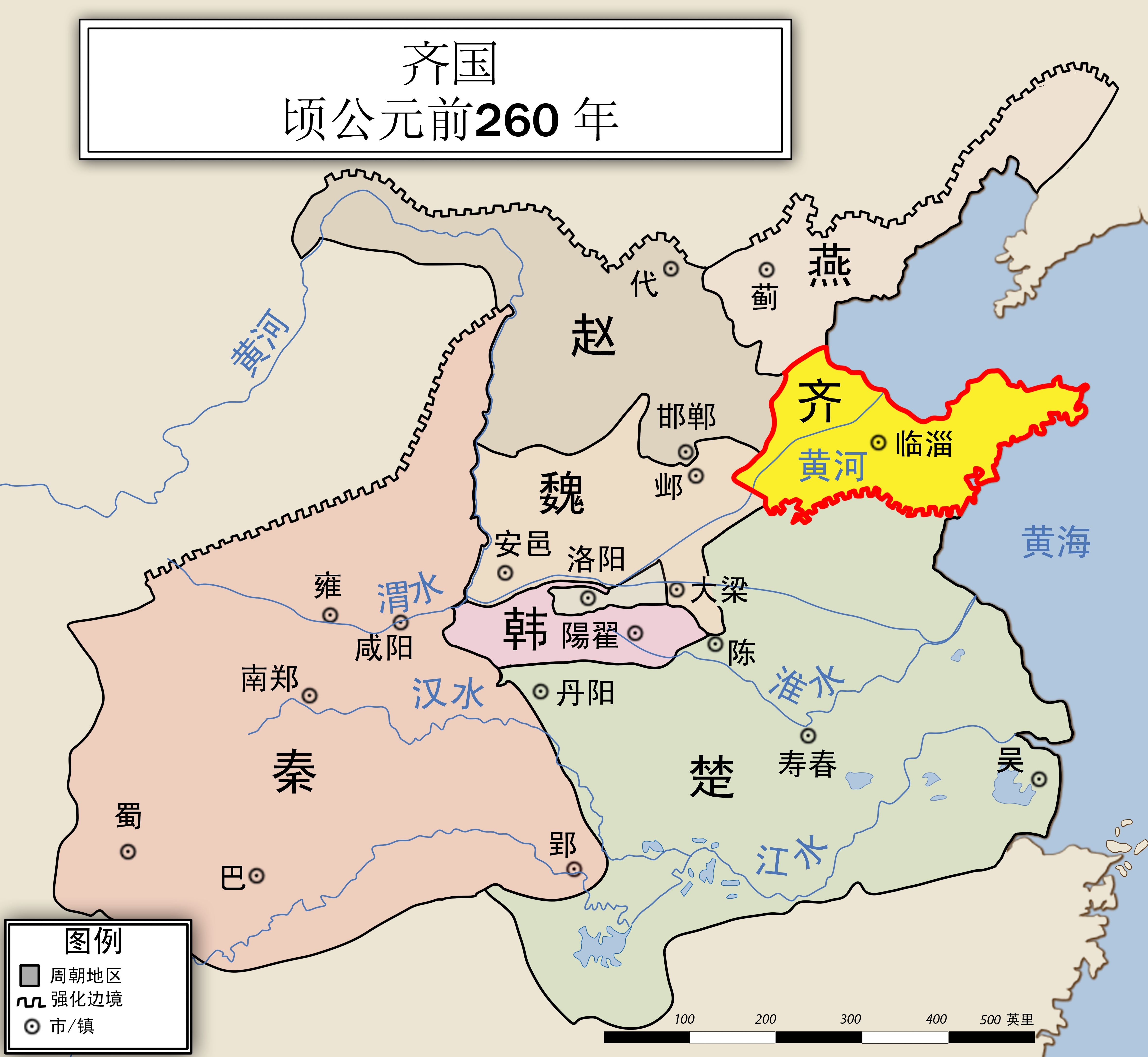
기원전 260년의 제나라

추연(鄒衍 또는 騶衍: 기원전 305~240)은 중국의 전국시대(戰國時代: 기원전 403~221)의 제나라(齊: 기원전 1046~221) 사람이며, 제자백가 중 음양가(陰陽家)의 대표적인 인물이다.
추연은 맹자(孟子: 기원전 372?~289?)보다 조금 뒤의 사람이다. 제나라 땅은 전통적으로 미신적 · 주술적 · 신비적 사상의 경향이 강한 곳이었다. 이곳에서 중국 재래의 오행사상(五行思想)과 음양이원론(陰陽二元論)을 결합하여 음양오행사상을 구축하였다.
추연의 저서라고 하여 《추연(鄒衍)》 49편, 《추자종시(騶子終始)》 56편이 있었다고 하나 현존하지 않는다.
추연의 철학으로 유명한 것은 소위 오덕종시설(五德終始說)과 적현신주설(赤縣神洲說)이다.

## 오덕종시설
오덕종시설(五德終始說)은 왕조(王朝)는 그 왕조에 부여(附與)된 오행의 덕의 운행논리(運行論理)에 따라서 필연적으로 흥폐가 교체된다고 하는 일종의 신비적 역사철학이다.
진나라(秦)을 수덕(水德)의 왕조(王朝)라 하고, 그 이전의 4 왕조 중 황제(黃帝)의 왕조를 토덕(土德)에, 하나라(夏)를 목덕(木德)에, 은나라(殷)를 금덕(金德)에, 주나라(周)를 화덕(火德)에 배치하여 오행상극의 이론대로 각 왕조는 다음에 나타난 왕조에게 타도될 운명에 있었다고 한다.
그리하여 물(水)은 오행상극의 최후의 것으로서 왕조순환은 수덕(水德)을 갖춘 진나라(秦)에서 그친다고 하여 진나라 왕조의 정통성과 절대성을 주장하였다.
추연(鄒衍)이 말한 오덕종시설(五德終始說)은 얼마 안 되어 진나라(秦)가 망하고 한나라(漢) 왕조가 출현하는 현실을 목격하는데, 새로운 한나라 시대의 왕조론에 의하여 권력의 교체를 설명하고 역사의 예언을 하게 된다. 그리하여 추연(鄒衍)에서 출발하였다고 하는 음양과 오행의 조합은 한나라 시대에서 더욱 복잡 · 세밀해져서 자연현상이나 인간사회의 모든 현상, 심지어 정치와 율령의 방식에까지 그 논리가 이용되게 되었다.

## 적현신주설
적현신주설(赤縣神洲說)은 우주 전체는 81주(洲)로 이루어져 있는데 그 중의 9분의 1인 9주를 점거하고 있는 것이 적현신주(赤縣神洲) 또는 간단히 신주(神洲)인데, 이것이 바로 중국이라는 주장이다.
일종의 신비적인 우주철학이다. 9주설(九洲說)은 《서경(書經)》 〈우공편(禹貢篇)〉에 쓰인 것이다. 9(九)는 궁(窮)으로 통한다. 적현신주설은 그 9(九)와 9(九)를 곱하여 우주를 설명하려는 단순한 관념론이다. 그러나 그 말하는 바는 역시 신비적 주설(呪說)이다.

## 참고 문헌
- 이 문서에는 다음커뮤니케이션(현 카카오)에서 GFDL 또는 CC-SA 라이선스로 배포한 글로벌 세계대백과사전의 내용을 기초로 작성된 글이 포함되어 있습니다.